# Prosopocera girardi
Prosopocera girardi là một loài bọ cánh cứng trong họ Cerambycidae.